# Dysdera agadirensis
Espèce
Dysdera agadirensis est une espèce d'araignées aranéomorphes de la famille des Dysderidae.

## Distribution
Cette espèce est endémique de la région Souss-Massa au Maroc,. Elle se rencontre dans la préfecture d'Agadir Ida-Outanane à Aqsri dans le système Imi Ougoug dans la grotte des Chauves-souris.

## Description
Les femelles mesurent de 9,40 à 11,10 mm.

## Systématique et taxinomie
Cette espèce a été décrite par Lecigne en 2023.

## Étymologie
Son nom d'espèce, composé de agadir et du suffixe latin -ensis, « qui vit dans, qui habite », lui a été donné en référence au lieu de sa découverte, la préfecture d'Agadir Ida-Outanane.

## Publication originale
- Lecigne, Moutaouakil & Lips, 2023 : « Contribution to the knowledge of the spider fauna of Morocco (Arachnida: Araneae) – first note – on new records of cave spiders. » Arachnologische Mitteilungen, vol. 66, p. 44-71.